# Andrew L. Stone
Andrew L. Stone (ur. 16 lipca 1902 w Oakland w stanie Kalifornia, zm. 9 czerwca 1999 w Los Angeles) – amerykański scenarzysta, reżyser i producent filmowy.

## Filmografia
scenarzysta
- 1927: The Elegy
- 1947: Fun on a Weekend
- 1960: Ostatnia podróż
- 1964: Fatalny list
- 1972: The Great Waltz

producent
- 1937: The Girl Said No
- 1947: Fun on a Weekend
- 1960: Ostatnia podróż
- 1972: The Great Waltz

reżyser
- 1927: The Elegy
- 1939: The Great Victor Herbert
- 1947: Fun on a Weekend
- 1964: Fatalny list
- 1972: The Great Waltz

## Nagrody i nominacje
Został nominowany do Oscara, a także posiada swoją gwiazdę na Hollywoodzkiej Alei Gwiazd.